# Mogila (Macédoine du Nord)
Pour les articles homonymes, voir Mogila.
Mogila (en macédonien : Могила ) est une commune macédonienne située dans la région de Pélagonie. Elle comptait 5 283 habitants en 2021 et s'étend sur 251,2 km2.

## Géographie

### Localisation
La commune de Mogila se trouve dans la région de Pélagonie, dans le sud-ouest de la Macédoine du Nord. 
Elle se situe à 98,80 km à vol d'oiseau et à 162,55 km par la route de la capitale Skopje.
Son territoire est limitrophe de ceux des communes de Demir Hisar au nord-ouest, Kruševo et Krivogaštani au nord, Prilep au nord-est, Novaci au sud-est et Bitola au sud-ouest.

### Localités
La commune de Mogila compte plusieurs localités : Mogila, où se trouve le siège de la commune, Alintsi, Berantsi, Boudakovo, Vachareytsa, Gorna Tcharliya, Dolna Tcharliya, Dedebaltsi, Dobrouchevo, Dolno Srptsi, Ivanyevtsi, Loznani, Moyno, Mousintsi, Novoselani, Nochpal, Podino, Poutourous, Radobor, Sveto Todori, Trap, Trnovtsi et Tsrnitchani.

## Démographie
Lors du recensement de 2002, la commune comptait :
- Macédoniens : 4 502 (95,86 %)
- Albanais :  27 (0,51 %)
- Serbes : 3 (0,03 %)
- Turcs : 2 (0,02 %)
- Autres : 2 (0,10 %)